# 装订机
装订机是通过机械的方式（手动或电动）在纸张上打孔，然后使用专用装订材料穿过所打出的长方形、或正方形孔、或长圆形、或圆形孔将纸页装订成册的机器。
装订机按使用领域可以分为工业用装订机及民用装订机。按性质可以分为梳式装订机、铁圈式装订机和热熔式装订机，其中铁圈式装订机按所用铁圈的不同分为单线圈式装订机和双线圈式装订机；单线圈式装订机使用螺线圈形式的装订线圈装订文册，其打出的孔的间距按螺纹步距直线排列；双线圈式装订机按其所打出的孔在每英寸长度上所排列的孔数的不同分为3：1和2：1两种。